# Juan Arnaldo Sánchez
Juan Arnaldo Sánchez (25 de agosto de 1985) es un deportista puertorriqueño que compitió en taekwondo. Ganó dos medallas de bronce en el Campeonato Panamericano de Taekwondo en los años 2006 y 2012.

## Palmarés internacional
| Campeonato Panamericano | Campeonato Panamericano  | Campeonato Panamericano | Campeonato Panamericano |
| Año                     | Lugar                    | Medalla                 | Categoría               |
| ----------------------- | ------------------------ | ----------------------- | ----------------------- |
| 2006                    | Buenos Aires (Argentina) | Medalla de bronce       | –78 kg                  |
| 2012                    | Sucre (Bolivia)          | Medalla de bronce       | –80 kg                  |